# Torö distrikt
Torö distrikt är ett distrikt i Nynäshamns kommun och Stockholms län. 
Distriktet ligger sydväst om Nynäshamn. 

## Tidigare administrativ tillhörighet
Distriktet inrättades 2016 och utgörs av socknen Torö i Nynäshamns kommun.
Området motsvarar den omfattning Torö församling hade vid årsskiftet 1999/2000.